# بيل وايت (لاعب كرة قدم بريطاني)
بيل وايت (بالإنجليزية: Bill White)‏ (26 يوليو 1907 في المملكة المتحدة - ) هو لاعب كرة قدم بريطاني في مركز الهجوم. لعب مع تشارلتون أثلتيك ومانشستر سيتي ونادي بريستول روفيرز ونادي بريستول سيتي ونادي ريدنغ ونادي ساوثبورت ونادي غيلينغهام ونادي كارلايل يونايتد ونيوبورت كونتي وهال سيتي ولينكولن سيتي أف سي ونادي ألدرشوت.